# Аньєс Калламар
Аньєс Калламар (фр. Agnès Callamard, нар. 1965, Франція) — французька правозахисниця, генеральний секретар «Емнесті Інтернешнл» . У минулому Калламар була помічником генерального секретаря «Емнесті Інтернешнл», і на цій посаді керувала дослідженнями в галузі дотримання прав жінок в Африці, Близькому Сході та Азії. Калламар займала пост спеціального доповідача ООН з питання про позасудові страти, страти без належного судового розгляду або довільні страти, заснований Радою з прав людини ООН. Аньєс Калламар очолювала правозахисну організацію «Стаття 19»; була директором проекту «Глобальна свобода вираження думок» в Колумбійському Університеті (Columbia Global Freedom of Expression); обіймала посаду спеціального радника президента Колумбійського університету .

## Біографія

### Батьківщина
Калламар має французьке громадянство .
Дідом Аньєс Калламар був Леон Савіу, учасник французького опору, вбитий нацистами в останній день Другої світової війни .

### Освіта
Калламар отримала ступінь бакалавра в Інституті політичних досліджень Гренобля (фр. Institut d'études politiques de Grenoble) у 1985 році. Потім отримала ступінь магістра міжнародних та африканських досліджень у Говардському університеті у 1988 році, і здобула докторський ступінь у галузі політичних наук у Новій школі соціальних досліджень (The New School for Social Research) у Нью-Йорку в 1995 році, захистивши дисертацію під назвою «Населення під вогнем, населення в умовах стресу: дослідження мозамбікських біженців та жителів малавійських сіл у Малаві» .

### Кар'єра
Аньєс Калламар очолила британську правозахисну організацію «Стаття 19» у 2004 році, пропрацювавши на цій посаді дев'ять років; одночасно, вона була членом наглядової ради у Міжнародній асоціації із захисту свободи слова (IFEX) .
Калламар з 2016 по 2021 рік обіймала посаду спеціального доповідача ООН з питання про позасудові страти, страти без належного судового розгляду або довільні страти .
Перебуваючи на посаді спеціального доповідача ООН з питання про позасудові страти, Калламар розслідувала в 2018 році вбивство Джамаля Хашоггі, також вимагала розслідувати отруєння Олексія Навального .
Калламар працювала помічником генерального секретаря «Емнести Інтернешнл» з 1995 по 2001 рік, коли цю посаду обіймав П'єр Сан (Pierre Sané), де Калламар, крім канцелярської роботи, проводила дослідження в галузі захисту прав жінок .
Аньєс Калламар була призначена на посаду генерального секретаря «Емнесті Інтернешнл» 28 березня 2021 року — це буде її перший чотирирічний термін на цій посаді. До неї цю посаду обіймала Юлія Ферхаар (Julie Verhaar) з Нідерландів .

## Доповідь про дії української армії
Доповідь про ситуацію в Україні, яку «Емнести Інтернешнл» готувала на основі спостережень прав людини на території України з квітня по липень 2022 року, була опублікована четвертого серпня 2022 року .
Після публікації доповіді, де йшлося про те, що експерти спостерігали створення українськими військами баз та систем експлуатації зброї в житлових районах, президент України Володимир Зеленський та представники його уряду звинуватили «Емнесті Інтернешнл» у виправданні російських злочинів; Зеленський заявив, що правозахисна організація «намагалася перенести відповідальність з агресора на жертву». Зеленський та інші представники України наполягали, що роблять все можливе, щоб евакуювати мирне населення з районів бойових дій .
У відповідь на це Калламар заявила, повторивши слова з доповіді: «ми задокументували схему українських сил, яка наражає на ризик цивільні особи і порушує закони війни, коли вони проводять операції в населених районах» .
Громадські лідери України вимагали відставки Аньєс Калламар і всіх співробітників «Емнесті Інтернешнл», відповідальних за публікацію доповіді, для чого було організовано збір підписів на сайті Change.org, також голова українського офісу «Емнесті Інтернешнл» Оксана Покальчук оголосила про складання повноважень.
Аньєс Калламар кілька разів прокоментувала своє ставлення до доповіді на Твіттері, сказавши, що «сьогодні ми повідомляємо про тактику України, яка наражає на небезпеку мирних жителів. Тим, хто закидає нам упереджене ставлення до України, я говорю: перевірте нашу роботу. Ми підтримуємо всіх постраждалих. Неупереджено». Вона також зазначила, що «українські та російські банди та тролі у соціальних мережах — усі вони сьогодні зайняті атакою розслідувань „Емнесті Інтернешнл“» .
Врешті «Емнести Інтернешнл» вибачилася електронною поштою перед урядом України сьомого серпня 2022 року за заподіяну доповіддю травму: «„Емнести Інтернешнл“ глибоко шкодує про страждання та гнів, які викликав наш прес-реліз щодо бойової тактики українських збройних сил». У цьому електронному листі правозахисники також сказали, що вони задокументували випадки розташування збройних сил України в житлових районах у дев'ятнадцяти прифронтових містах та селах, що могло поставити мирне населення під ризик ударів російської армії .
Згодом «Емнести Інтернешнл» вирішила докладніше вивчити цю доповідь і для цього організація попросила дослідників провести ревізію. Ревізію було проведено до лютого 2023 року як внутрішнє розслідування з метою покращення роботи правозахисної організації, але газета The New York Times опублікувала цей внутрішній документ. У ревізії вчені говорять про те, що деякі місця в доповіді недостатньо чітко позначені, «написано двозначною, неточною і в деяких відносинах юридично сумнівною мовою», оскільки немає чіткого визначення у питанні причини загибелі цивільного населення, «багато чи більшість цивільних жертв війни загинули внаслідок рішення України розмістити свої сили поблизу мирних жителів», або громадянське населення загинуло, тому що була «готовність Росії навмисно або невибірково завдавати ударів по цивільним особам або цивільним об'єктам» .

## Інша діяльність
Калламар неодноразово звинувачували в упередженості за її позицію не тільки з питання агресії Росії проти України, але і в інших питаннях. Так, вона принципово відмовляється вважати ХАМАС терористичною організацією і визнає Ізраїль головним винуватцем кризи у Газі. Під час протестів російської опозиції на підтримку політичних в'язнів організація під керівництвом Калламар відмовилася засудити російську владу за репресії та відмовила О. Навальному у статусі «в'язня совісті».

## Публікації
- Аньєс Калламар 1999, Документування порушень прав людини державними агентами - Сексуальне насильство. Міжнародний центр прав людини та демократичного розвитку (Agnès Callamard 1999, Documenting Human Rights Violations by State Agents - sexual Violence. Amnesty International, International Centre for Human Rights and Democratic Development)[19]